# Angerona fulvularia
Angerona fulvularia är en fjärilsart som beskrevs av Hüfnagel 1767. Angerona fulvularia ingår i släktet Angerona och familjen mätare. Inga underarter finns listade i Catalogue of Life.